# Clifton Mills (Virginia Occidental)
Clifton Mills es un área no incorporada ubicada dentro del Distrito Segundo, una división civil menor del condado de Preston, Virginia Occidental, Estados Unidos. Está catalogada como un asentamiento humano por la Junta de Nombres Geográficos de los Estados Unidos.
El número de identificación (ID) asignado por el Servicio Geológico de Estados Unidos es 1537408.

## Geografía
Se encuentra a una altitud de 471 metros sobre el nivel del mar (1545 pies) según el conjunto de datos de elevación nacional.